# Like It 'Tis
Like It 'Tis è il secondo album discografico solistico di Aaron Neville, pubblicato dall'etichetta discografica Minit Records nel gennaio del 1967.

## Tracce
Lato A
1. Over You – 2:18 (Allen Toussaint, Allen Orange)
2. Get Out of My Life – 2:13 (Naomi Neville)
3. I Found Another Love – 2:22 (Naomi Neville)
4. Don't Cry – 2:40 (Allen Orange)
5. Sweet Little Mama – 2:36 (Naomi Neville)
6. I'm Waitin' at the Station – 2:22 (Naomi Neville)

Lato B
1. How Many Times – 2:43 (Naomi Neville)
2. Let's Live – 2:45 (Naomi Neville)
3. Every Day – 2:30 (Naomi Neville)
4. Reality – 2:42 (Naomi Neville)
5. Wrong Number (I'm Sorry Goodbye) – 2:41 (Naomi Neville)
6. How Cold I Help But Love You – 2:52 (Naomi Neville)

## Musicisti
- Aaron Neville - voce solista
- Altri musicisti non accreditati

Note aggiuntive
- Scott Turner - produttore
- Woody Woodward - art direction
- Ivan Nagy - fotografia copertina album